# Нечаєв Олексій Геннадійович
Олексі́й Генна́дійович Неча́єв (30 серпня 1966 , Хімки, Московська область ) — російський підприємець і політичний діяч, президент російської косметичної компанії «Faberlic», член Загальноросійського Народного Фронту, голова політичної партії «Нові люди» з 8 серпня 2020 року.

## Біографія
Олексій Нечаєв народився в Москві 30 серпня 1966 року. Він єдина дитина в сім'ї. Його мати Олена Василівна Бінат (гречанка за національністю) — шкільна вчителька. Батько Геннадій Миколайович Нечаєв — за першою освітою атомний інженер, випускник МІФІ, працював на заводі начальником лабораторії методів захисту і контролю реакторів; пізніше по партійній лінії був висунутий на здобуття другої вищої освіти у зовнішньоторговельній академії, володів декількома іноземними мовами, часто виїжджав за кордон.
З 1983 по 1988 рік Олексій Нечаєв навчався в МГУ ім. Ломоносова на юридичному факультеті, був членом ВЛКСМ. На строкову службу не призивався (на відміну від більшості студентів, народжених у другій половині 1960-х). Після першого курсу працював вожатим у піонертаборі МГУ «Юність». У 1985 році проходив вітрильну практику в піонерській флотилії «Каравела», організованій Владиславом Крапівіним. Заснував рух різновікових загонів «Світанок», в якому велася позашкільна робота з дітьми. Діти ходили в вітрильні походи, займалися рукопашним боєм і фехтуванням.

## Підприємницька діяльність
У 1990 році починає займатися бізнесом — спочатку продажем газет і книг в переходах біля метро. Разом з партнерами засновує видавництво дитячої літератури «Майстер». У видавництві було випущено перше видання «Хронік Нарнії». З 1996 по 1997 рік — працював на фондовому ринку в Україні.
У 1997 році Нечаєв створив і очолив компанію з виробництва і торгівлі косметикою «Русская линия». У тому ж році Нечаєвим і його партнером Олександром Даванковим був придбаний патент на застосування аквафтема. Ця речовина стало основою для продуктів «Русскої лінії», а згодом і Faberlic. Для проєкту була обрана робота в форматі прямих продажів. З моменту заснування Нечаєв був і залишається одноосібним лідером компанії. На початковому етапі він інвестував в проєкт $ 2 млн власних коштів і ще $ 1 млн взяв на розвиток компанії у знайомих.
У 2001 році, в зв'язку з виходом на міжнародні ринки, їм був проведений ребрендинг, і назва компанії була змінена на Faberlic. Трохи раніше, в 2000 році, через вихід на закордонні ринки з ініціативи партнерів почала розроблятися нова лінія продуктів. Потім Олексій Нечаєв з Олександром Даванковим зробили корінну перебудову системи поширення, і була запущена мережа монобрендових магазинів Beauty Cafe, в яких почали продавати продукцію Faberlic.
Компанія — лідер з експорту та один з найбільших російських виробників засобів гігієни та косметики. Входить до трійки лідерів ринку серед компаній, що спеціалізуються на прямих продажах в Росії і в п'ятірку лідерів парфюмерно-косметичного ринку Росії. Мережа партнерів-розповсюджувачів Faberlic становить мільйон чоловік в Росії. Крім Росії, компанія працює ще в 40 країнах світу і входить в число 50 найбільших світових компаній, що спеціалізуються на прямих продажах. З 2006 року Faberlic входить до світового рейтингу найбільших косметичних компаній видання Women's Wear Daily, де є єдиним представником Росії. У 2015 році компанія зайняла 3 місце в списку найбільших косметичних компаній, складеному WWD.
До 2017 року Faberlic стала найбільшою російською компанією на ринку прямих продажів і одним з найбільших російських виробників косметики.
Олексій Нечаєв менторствує в ряді інноваційних проєктів Faberlic.

## Суспільна діяльність
З 2004 по 2007 рік — член Ради з конкурентоспроможності і підприємництва при Уряді Російської Федерації.
У 2010 році після відвідин форуму Селігер, разом з федеральним комісаром молодіжного руху Наші Мариною Задемидьковою, створив «Зелений рух Росії „ЕКА“», ставши основним спонсором проєкту. Рух оголосив і реалізував програму з висадки 10 мільйонів дерев в постраждалих від лісових пожеж і екологічно неблагополучних регіонах.
У 2012 році Олексій Нечаєв заснував освітню програму «Капітани», яка відкрилася в 13 регіонах країни. Потім він створив сімейний Благодійний фонд «Капітани». За підтримки цього фонду на базі Інституту управління і соціально-економічного планування Російського економічного університету ім. Г. В. Плеханова був створений факультет бізнесу «Капітани». У 2016 році освітня програма «Капітани» стала лауреатом премії «Основа Роста 2016», як «Кращий освітній проєкт у галузі підприємництва». Також «Капітани» були визнані 7-м найбільшим студентським акселератором в світі.
В 2019 року вступив в ОНФ, член центрального штабу організації.
Виступає, як і створена ним партія «Нові люди» (див. нижче), за легалізацію відкупу від призову в Збройні сили, а також за розширення можливостей альтернативної цивільної служби.

## Політична діяльність
Взимку 2020 року Нечаєв оголосив про створення нової політичної партії — «Нові люди».
У квітні 2020 року Міністерство юстиції Росії офіційно зареєструвало її. 8 серпня 2020 року на другому з'їзді партії, Нечаєв був обраний її головою. Є членом Центральної ради Загальноросійського народного фронту.

## Санкції
Через порушення територіальної цілісності та незалежності України під час російсько-української війни перебуває під персональними міжнародними санкціями різних країн.
З 25 лютого 2022 року його занесли до санкційного списку всіх країн Європейського союзу.
З 4 березня 2022 року перебуває під санкціями Швейцарії.
З 11 березня 2022 року перебуває під санкціями Великої Британії.
З 12 квітня 2022 року під персональними санкціями Японії.
З 4 травня 2022 року перебуває під санкціями Австралії.
Указом президента України Зеленського з 7 вересня 2022 року перебуває під санкціями України.
З 30 вересня 2022 року перебуває під санкціями США.
З 12 жовтня 2022 року перебуває під санкціями Нової Зеландії.
З 14 жовтня 2022 року перебуває під санкціями Канади за "причетність до поширення російської дезінформації та пропаганди".

### Розслідування
Був одним із депутатів Держдуми РФ, хто 22 лютого 2022 року підтримав ратифікацію "договору про дружбу, співробітництво та взаємну допомогу" між Росією й терористичними угрупованнями ЛНР та ДНР. У листопаді 2023 року заочно засуджений українським судом до 15 років позбавлення волі.

## Сім'я
Олексій Нечаєв в другому шлюбі з Оленою Нечаєвою. У Олексія п'ятеро дітей — три дочки і два сини. Від першого шлюбу — старша дочка Дарина і син Антоній. Від другого шлюбу з Оленою Нечаєвою троє дітей — Софія, Єгор і Марія — ці діти народилися в домашніх пологах.

## Доходи
За 2020 рік за звітом, опублікованим на сайті Центрвиборчкому, Олексій Нечаєв заробив 4,4 мільярда рублів і посів третє місце серед кандидатів в депутати з найбільшим доходом.

## Нагороди
- Відзнака «За наставництво» (25 жовтня 2018 року) — за заслуги в професійному становленні молодих фахівців та активну наставницької діяльність[32].